# Luciano Valero Gómez
Luciano Valero Gómez (Monterrey, Nuevo León, 27 de enero de 1955) es un deportista y karateca mexicano que obtuvo el grado de 5° Dan de la Federación Mundial de Karate Do Shito-Ryu Shito-Kai en 1994 siendo homologado por la World Karate Federation.
Fue miembro del equipo nacional representativo de la Federación al 3º Campeonato Mundial en Long Beach, California y al 5° Campeonato del Mundo en Madrid, España. Fue Miembro del Consejo Directivo de World Karate Federation de 1998 a 2006. Fue Presidente de la Federación Mexicana de Karate y Artes Marciales Afines A. C. de 1993 a 2000, y Vicepresidente de la Pan American Karate do Federation de 1985 a 2001.
- Datos: Q5481741